# کلید ورود

نماد کلید ورود

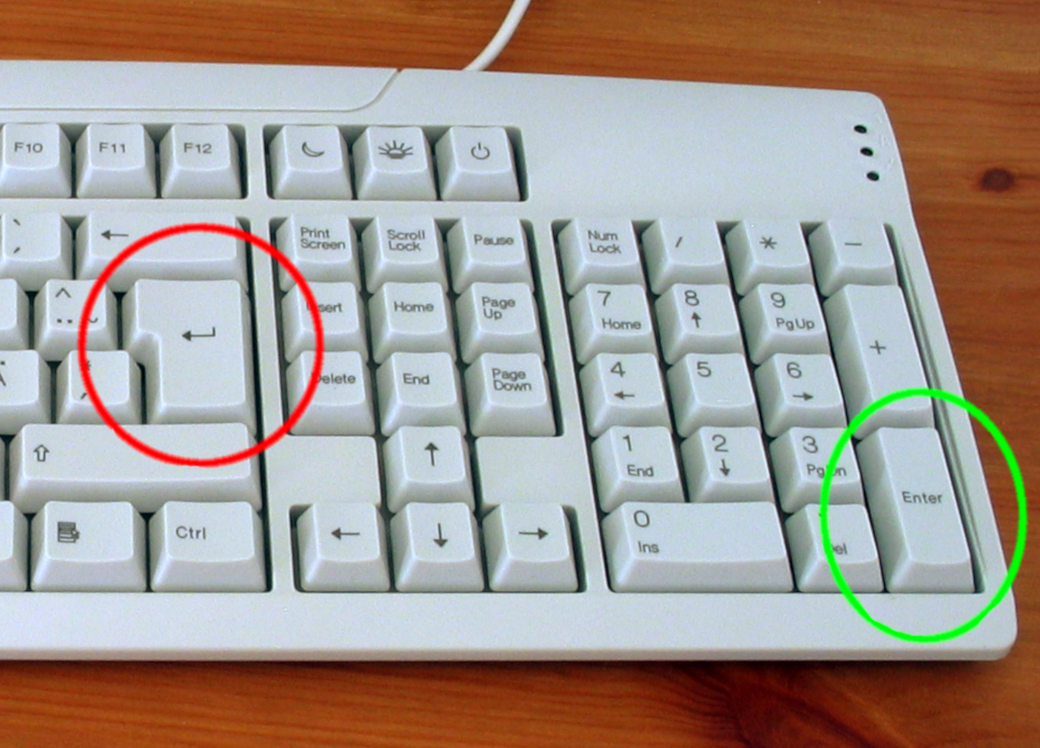
جایگاه کلیدهای ورود بر روی صفحه کلید رایانه

در صفحه کلید رایانه دکمه انتر یا ورود (به انگلیسی: Enter Key) [یا دکمه ریترن یا بازگشت (به انگلیسی: Return Key) در سیستم عامل مکینتاش و بیشتر سان مایکروسیستمز] برای واسط خط فرمان و واسط گرافیکی کاربر به کار می‌رود. گاهی نیز از این دکمه برای فشار دادن کلید اوکی در رایانه به کار می‌رود.
جایگاه کلید اینتر معمولاً در سمت راست پایین کی‌پد است.